# باول جاي مولر
باول جاي مولر (بالإنجليزية: Paul J. Mueller)‏ هو عسكري أمريكي، ولد في 6 نوفمبر 1892 في يونيون في الولايات المتحدة، وتوفي في 1964 في الولايات المتحدة.